# Genossenschaft Migros Basel
Die Genossenschaft Migros Basel (GMBS) ist eine von zehn Genossenschaften der Migros. Sie hat ihren Sitz in Basel und ist ein rechtlich eigenständiges Unternehmen innerhalb des Migros-Genossenschafts-Bundes (MGB). Die Migros Basel entstand 1941 aus der Umwandlung einer 1930 gegründeten Zweigniederlassung der Migros AG. Gemessen am Umsatz ist sie die siebtgrösste aller Migros-Genossenschaften.

## Organisation und Kennzahlen
Das Einzugsgebiet der Genossenschaft Migros Basel umfasst die Kantone Basel-Landschaft und Basel-Stadt, die Bezirke Delémont und Porrentruy im Kanton Jura, den östlichen Teil des Berner Juras im Kanton Bern sowie das Schwarzbubenland im Kanton Solothurn. Am Genossenschaftskapital des MGB hält sie einen Anteil von 10,0 %. Im Jahr 2024 zählte die Migros Basel 167'294 Genossenschafter, die durch einen alle vier Jahre neu gewählten Genossenschaftsrat vertreten werden. Die letzte Amtsperiode dauerte von 2020 bis 2024 und umfasste 58 Mitglieder. Neun der Ratsmitglieder sind gleichzeitig Delegierte an die Delegiertenversammlung des MGB. 2024 erwirtschafteten 2'946 Mitarbeiter einen Umsatz von 927 Millionen Franken und ein Verlust von rund 7,6 Millionen Franken. Der Hauptsitz der Genossenschaft ist die Filiale beim Claraplatz in Kleinbasel, die Betriebszentrale befindet sich in Münchenstein.
Um die Effektivität des Supermarktgeschäft zu steigern nahm am 1. Januar 2024 die zentral gesteuerte Migros Supermarkt AG als Tochterunternehmen des MGB den Betrieb auf.

## Geschäftstätigkeit
Zur Genossenschaft Migros Basel gehören:
- 44 Supermärkte und Einkaufszentren
- 12 Migros-Partnerläden (inkl. Grosskunden)
- 21 Gastronomiebetriebe (6 Migros-Restaurants, Personalrestaurant, Take Aways, Catering-Services, My Thai)
- 5 Fachmärkte (3 Do it + Garden, 2 Micasa)

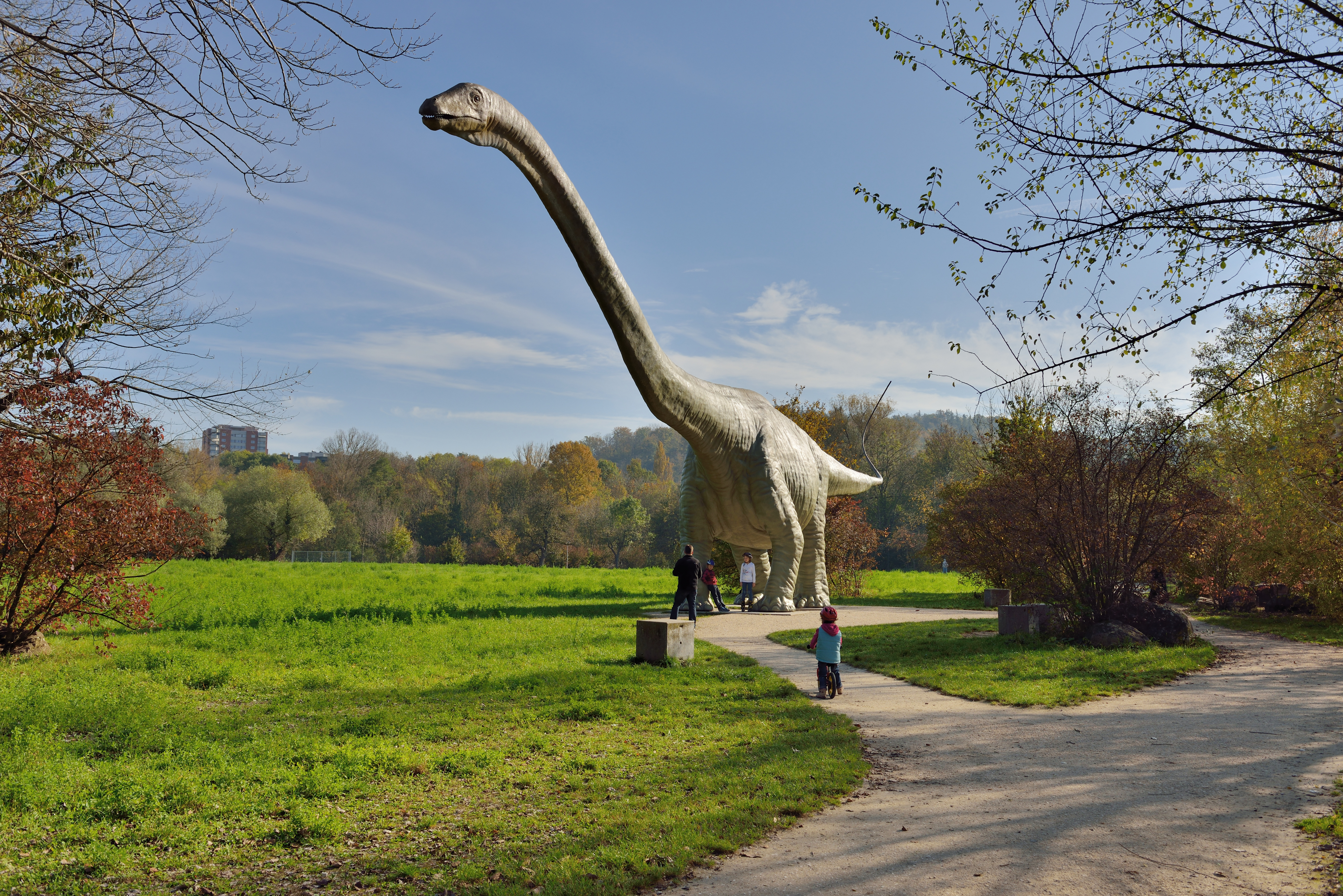
Dinosaurierskulptur auf dem Gelände der Grün 80

Ebenso ist die Genossenschaft im Auftrag der 1978 vom MGB gegründeten Stiftung Park im Grünen für den Unterhalt des Freizeitparks Grün 80 in der Brüglinger Ebene bei Münchenstein zuständig.

## Geschichte

### Gründung und Wachstum
Am 10. Februar 1930 gründete die Migros eine Zweigniederlassung in der Stadt Basel (bis 5. Dezember noch von Zürich aus verwaltet). Sie eröffnete Anfang Mai die beiden ersten Läden. Nachdem ab 12. Mai Verkaufswagen ohne Bewilligung ausgefahren waren, verfügte der Regierungsrat des Kantons Basel-Stadt am 1. Juli eine monatliche Gebühr von 150 Franken je Wagen. Die Migros legte Rekurs ein und das Verwaltungsgericht entschied am 27. März 1931, dass die Gebühren gesetzeswidrig seien. In der Zwischenzeit eröffnete die Migros weitere Läden in der Nordwestschweiz sowie im französischsprachigen Teil des Kantons Bern. Das Gerichtsurteil stand ab 29. Januar 1932 im Widerspruch zu einem Urteil des Bundesgerichts, das die Migros-Verkaufswagen dem Hausiererhandel gleichstellte. Daraufhin legte der Regierungsrat eine Gesetzesänderung vor, die den «Hausiererhandel im weiteren Sinne» mit maximal 600 Franken monatlich belasten würde. Nachdem der Grosse Rat im Dezember 1933 mit 56 zu 39 Stimmen zugestimmt hatte, ergriffen Sozialdemokraten und Kommunisten das Referendum. In der Volksabstimmung vom 11. März 1934 wurde das neue Gesetz mit 18'692 zu 15'283 Stimmen angenommen. Angesichts des knappen Ergebnisses setzte das Polizeidepartement die monatliche Gebühr auf 100 Franken je Wagen fest, was Migros-Gründer Gottlieb Duttweiler ausdrücklich als fair bezeichnete.
Im Kanton Basel-Landschaft stiess die Migros auf weitaus mehr Widerstand der Gewerbetreibenden und ihrer politischen Verbündeten, aber auch des Allgemeinen Consumvereins (Vorläufer von Coop). Die Migros ersuchte am 20. Mai 1930 um eine Verkaufswagenbewilligung, was die Polizeidirektion jedoch verweigerte. Ohne den Entscheid über ihren unverzüglich eingelegten Rekurs abzuwarten, fuhren die Wagen aus, was eine Klage zur Folge hatte. Im Oktober 1931 präsentierte der Regierungsrat eine Gesetzesvorlage, die Gebühren zwischen 400 und 6000 Franken jährlich plus Gemeindegebühren in gleicher Höhe vorsah. Im März 1932 genehmigte der Landrat die Änderung mit 58 zu 0 Stimmen. In der Volksabstimmung vom 24. April 1932 setzten sich die Migros-Gegner elativ knapp mit 6826 zu 6312 Stimmen durch. Der Regierungsrat legte eine Jahresgebühr von 3200 Franken plus 800 Franken für den Mitfahrer fest, was der Migros zu hoch erschien. Deshalb lancierte sie eine Gesetzesinitiative, um den Höchstsatz auf 2000 Franken zu senken. Die gut organisierte Gegnerschaft störte Duttweilers öffentliche Auftritte während des polemisch geführten Abstimmungskampfes. Am 28. Mai 1933 musste die Migros eine Niederlage hinnehmen, als die Initiative mit 13'278 zu 6826 Stimmen scheiterte. Sie stellte daraufhin am 8. August die Ausfahrt der Verkaufswagen für mehrere Jahrzehnte ein. In den Kantonen Bern und Solothurn verzichtete sie auf den ambulanten Handel.
Als der Bundesrat am 10. November 1933 das Filialverbot auf Filialgeschäfte von Grossunternehmungen des Lebensmittel-Detailhandels ausweitete, musste die Migros mehrere seit dem 5. September eröffnete Läden wieder schliessen. Im Grossraum Basel betraf dies die Filialen in Birsfelden, Pratteln und Rheinfelden. Als einziger Kanton machte Basel-Stadt von seinem Recht Gebrauch, Ausnahmebewilligungen für Neueröffnungen und Erweiterungen zu erteilen. Insbesondere der sozialdemokratische Regierungsrat Gustav Wenk setzte sich entschieden für neue Migros-Filialen ein. Seiner Meinung seien nicht Grossbetriebe für die Krise im Detailhandel verantwortlich, sondern die übermässige Anzahl an kleinen Geschäften. Die Umwandlung der Zweigniederlassung Basel in eine Genossenschaft erfolgte am 28. Januar 1941. Bis zur Gründung der Genossenschaft Migros Solothurn am 22. November desselben Jahres betreute sie die Filialen in Olten und Solothurn weiter. Ebenso war Basel bis 1946 Sitz der 1942 gegründeten Genossenschaft Migros Aargau; von dort aus erfolgte bis Ende Juni 1949 auch die Belieferung der Filialen in Aarau und Zofingen.

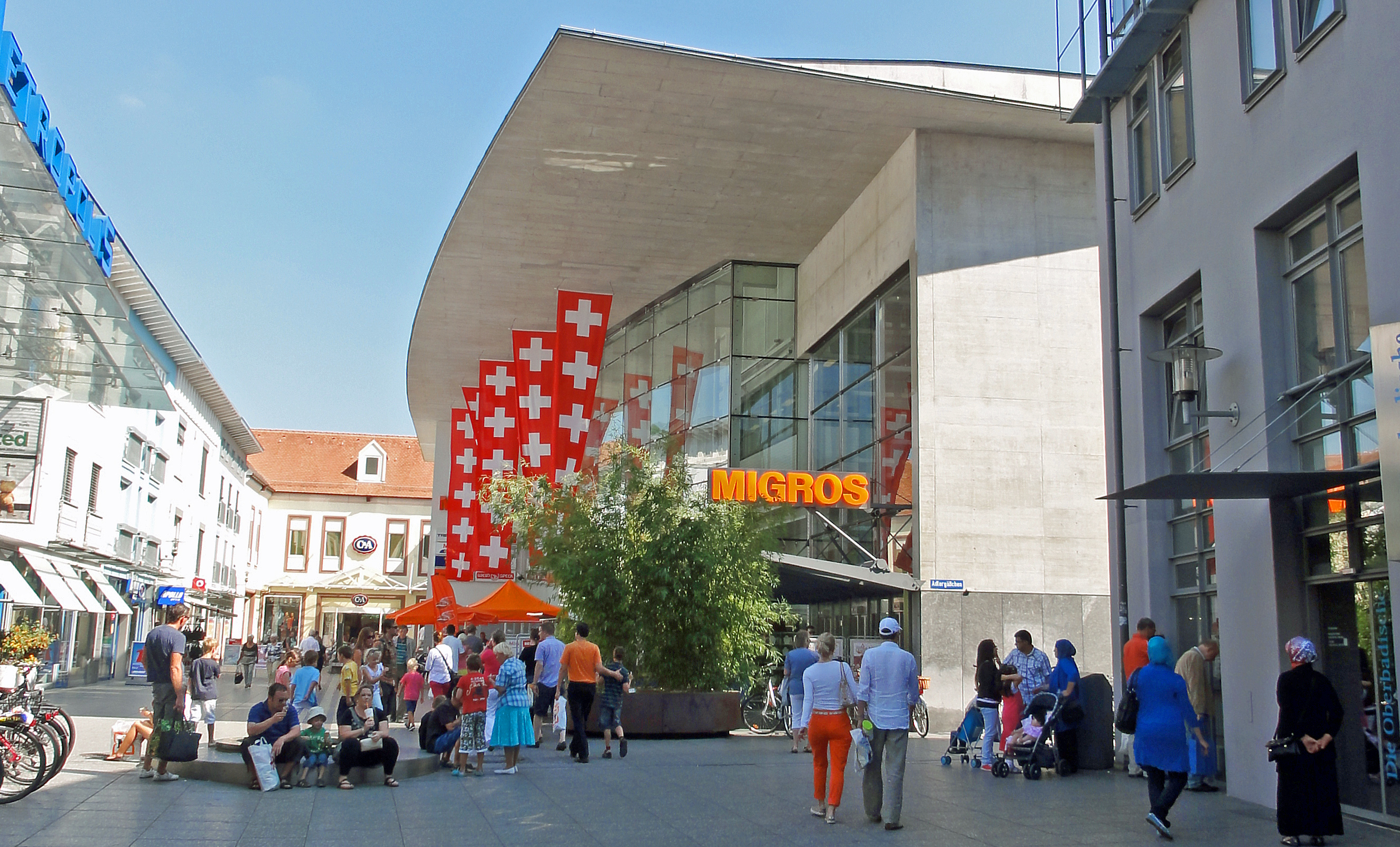
Ehemalige Migros-Filiale in Lörrach (2012)

Mit dem Wegfall des Filialverbots waren der Expansion ab 1945 keine Grenzen mehr gesetzt. Am 30. April 1952 eröffnete die Genossenschaft an der Basler Eisengasse ihren ersten Supermarkt, die Eröffnung des ersten Einkaufszentrums in ihrem Einzugsgebiet erfolgte 1975 in Allschwil. Am 6. Juli 1960 reichte die Migros Basel bei den Behörden ein Gesuch ein, um in der ganzen Stadt Pastmilch verkaufen zu dürfen. Ohne den Bescheid abzuwarten, wurde bereits am nächsten Tag mit dem Verkauf der Pastmilch begonnen. Die Aktion wurde am 2. August 1960 abgebrochen. 1966 wurde der Verkauf von Pastmilch durch Detailhändler, nach der eidgenössischen Volksabstimmung vom 16. Mai 1965, auf nationaler Ebene freigegeben. 1962 bezog die Genossenschaft eine neue Verteilzentrale in Birsfelden, die mit dem rasanten Wachstum jedoch bald nicht mehr Schritt halten konnte. Aus diesem Grund errichtete sie eine neue Zentrale in Münchenstein; die ersten Abteilungen zogen im August 1977 dorthin um, im März 1978 war der Umzug abgeschlossen. Tinguely-Brunnen 1977 schenkte die Genossenschaft der Stadt Basel den von Jean Tinguely erschaffenen Fasnachts-Brunnen. 1980 verpflichtete sie sich, im Auftrag der Stiftung Park im Grünen das Gelände der Grün 80 für eine Dauer von mindestens hundert Jahren zu pflegen und der Öffentlichkeit zur Verfügung zu stellen.

### Expansion nach Deutschland
1991 erlaubte die Delegiertenversammlung des MGB den einzelnen Genossenschaften, ins Ausland zu expandieren. Als zweite Genossenschaft nach Genf wagte die Migros Basel vier Jahre später diesen Schritt, um damit dem Kaufkraftabfluss infolge des zunehmenden Einkaufstourismus entgegenzuwirken. Sie gründete eine Tochtergesellschaft namens Migros Deutschland GmbH mit Sitz in Lörrach, die dort am 15. September 1995 ihre erste Filiale eröffnete. 2001 bzw. 2002 kamen Standorte in Bad Säckingen und Freiburg im Breisgau hinzu, 2008 in Reutlingen, 2010 in Ludwigshafen und 2011 in Ludwigsburg. Bereits 2008 musste die Filiale in Bad Säckingen wegen fehlender Rentabilität geschlossen werden, 2012 auch jene in Reutlingen. Die vier übrigen Filialen (mitsamt zwei hausinternen Bäckereien) wurden mit Wirkung zum 1. Oktober 2013 an die Rewe Group verkauft, das an die Lörracher Filiale angegliederte Restaurant und das Take-away in Freiburg mussten geschlossen werden. 2007 wurde unter www.migros.de ein Online-Shop in Deutschland lanciert.

### Weitere Entwicklung in der Schweiz
1999 wurde auf dem Dreispitz-Areal der erste Obi-Baumarkt der Schweiz eröffnet. 2001 wurde das von der Genossenschaft Migros Luzern entwickelte Herkunftslabel „Aus der Region. Für die Region.“ übernommen. Im September 2019 hat die Migros Basel ihren ersten Elektro-Lkw in Betrieb genommen. Von 2020 bis 2021 wurde, in Zusammenarbeit mit Growcer, vertikale Landwirtschaft in einer ehemaligen Lagerhalle des Güterbahnhofs Wolf betrieben. Ende November 2021 entschieden die Delegierten der Migros Basel, die Genossenschaftsmitglieder darüber abstimmen zu lassen, ob künftig alkoholische Getränke verkauft werden sollen. Die Urabstimmung fand im Juni und Juli 2022 statt. Dabei lehnten die Mitglieder den Alkoholverkauf mit 76,1 % der Stimmen deutlich ab.
Die Migros-Klubschule wurde Anfang 2022 von Miduca übernommen, woran die Genossenschaft Migros Basel eine Beteiligung von 10 % hält. Anfang 2023 hat die Migros Basel die Pläne für einen Obi-Baumarkt in Pratteln aufgegeben. Eines von fünf Fitnesscenter wurde Ende 2023 geschlossen, die anderen vier von Movemi übernommen. Die Melectronics-Fachmärkte wurden 2024 geschlossen, die Filialen von Bike World und SportX folgten 2025. Der Obi-Baumarkt in Basel wird voraussichtlich per 1. April 2025 durch die Obi-Gruppe übernommen.

## Leitung
Präsidenten
- Gottlieb Duttweiler, erster Präsident 1930–1958[36]
- Alfred Wuerz, 1958–1976[37]
- Heinrich Morf, 1977–1984[38]
- Jacqueline Guggenbuehl, Präsidentin 1985–2005[39]
- Rudolf Grüninger, 2006–2015[40]
- Werner Krättli, 2015–2022[41]
- Miguel Serrano, seit 2023[42][43]

Geschäftsleiter
- Heinrich Rengel, ab 1931 Mitarbeiter bei der Migros AG und erster Chef der Migros in Basel[44][45]
- Charles Henri Hochstrasser, Geschäftsleiter 1932–1934[46]
- Rudolf Suter, Geschäftsleiter von 1940 oder 1941 bis 1962[45][47]
- Heinrich Morf, Geschäftsleiter 1962–1976[38]
- Paul Trefzer, Geschäftsleiter 1977–1996[48]
- Werner Krättli, Geschäftsleiter 1996–2012[41]
- Stefano Patrignani, Geschäftsleiter 2013–2021[49]
- Anita Weckherlin, Geschäftsleiterin seit 2021[50]